# Mogami (Schiff, 1935)
Die Mogami (jap. 最上), benannt nach dem gleichnamigen Fluss, war das Typschiff der Mogami-Klasse, einer Klasse von Kreuzern der Kaiserlich Japanischen Marine, und kam während des Zweiten Weltkriegs zum Einsatz.

## Planung und Bau

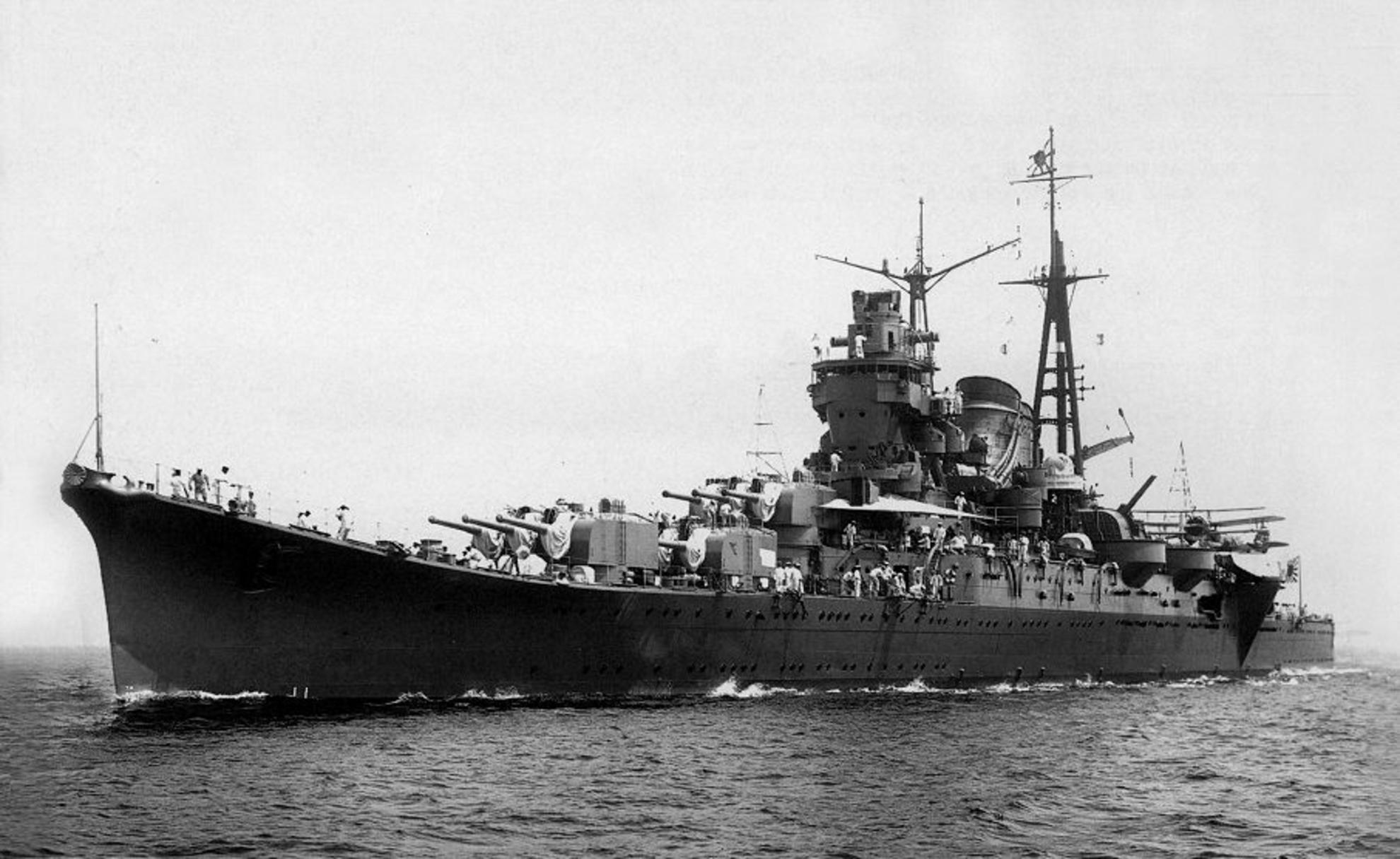
Die Mogami 1935.

Sie wurde formell als „Leichter Kreuzer“ gebaut, allerdings mit Kenndaten, die bis auf das Kaliber der Hauptbewaffnung bereits Schweren Kreuzern entsprachen. Schließlich wurden kurz vor dem Kriegsbeginn auch die entsprechenden Geschütze vom 8-Zoll-Kaliber (20,3 cm) eingebaut, so dass das Schiff im Zweiten Weltkrieg als vollwertiger Schwerer Kreuzer eingesetzt werden konnte (die Neuklassifizierung erfolgte am 31. März 1938 nach dem Austausch der Hauptbewaffnung vom Kaliber 15,5 cm auf 20,3 cm). Bis zum Austausch der Bewaffnung wurde die Mogami-Klasse als Schiffe der B-Klasse geführt.
Das japanische Flottenkommando fühlte sich Anfang der 1930er-Jahre in Bezug auf Kreuzer den anderen Seemächten unterlegen. Deshalb wurden so viele gebaut, wie das Washingtoner Flottenabkommen maximal zuließ. Die Mogami wurde mit fünf Drillingstürmen ausgerüstet, deren 15,5-cm-L/60-Jahr-3-Geschützrohre bis auf 55° aufgerichtet werden konnten. Die Mogami war somit das erste Schiff der Marine, dessen Hauptgeschütze sowohl Luft- als auch Seeziele bekämpfen konnten. Auffällig war auch die sehr starke Fla-Bewaffnung des Schiffs. In dieser Zeit war der spätere Admiral Itō Seiichi Kommandant dieses Schiffes gewesen.
Um Gewicht zu sparen, wurden die einzelnen Bauteile nicht genietet, sondern miteinander verschweißt und ein Großteil der Aufbauten aus einer Aluminiumlegierung gefertigt. Die Zahl der Dampfkessel konnte im Vergleich zu früheren Kreuzern auf zehn reduziert werden. Auf den Kreuzern der Mogami-Klasse war, wie auf den Schiffen der Vorgängerklassen, der vordere Abgasschacht stark nach hinten gebogen, damit er möglichst weit achtern aus dem Deck austrat. So sollten Brücke und Leitstand möglichst von Rauch freigehalten werden. Bei den Mogami- und Tone-Klassen waren sich die beiden Schornsteine dadurch so nahe, dass sie oberhalb des Bootsdecks zu einem zusammengeführt werden konnten.
Die Konstrukteure hatten jedoch zu sehr auf Leichtbau gesetzt. Die Schiffe der Mogami-Klasse hatten einen zu hoch liegenden Schwerpunkt, was zu Instabilität führte. Nach ersten Probeschüssen rissen außerdem mehrere Schweißnähte. Deshalb wurde der Rumpf verstärkt und verbreitert, was die Geschwindigkeit jedoch um 2 kn reduzierte.
Anfang 1939 wurden alle Schiffe der Mogami-Klasse überholt, die Hauptgeschütze wurden durch 20,3-cm-Doppeltürme ersetzt und die alten 15,5-cm-Geschütze später auf der Yamato und der Musashi verbaut. Ein zusätzlicher Torpedoschutz wurde ebenfalls angebracht.

## Einsätze

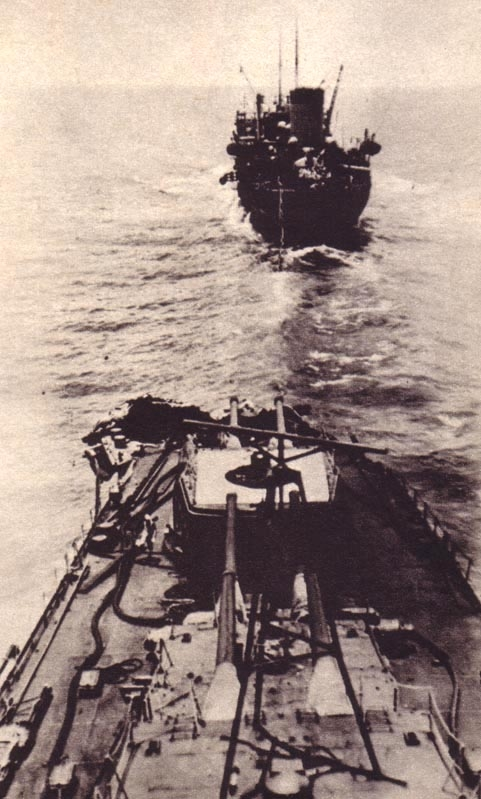
Die Mogami 1942 mit beschädigtem Bug im Schlepp eines Frachters

### Midway
Die Mogami und ihre Schwesterschiffe nahmen an der Schlacht um Midway teil. Sie waren zur Sicherung der japanischen Flugzeugträger eingeteilt.
Dabei kam es allerdings zu einer Kollision zwischen der Mogami und der Mikuma, als beide Schiffe versuchten, einem U-Boot-Angriff auszuweichen. Bald darauf griffen Trägerflugzeuge an und versenkten die Mikuma. Die Mogami erhielt mehrere Bombentreffer; da die Besatzung aber vor dem Luftangriff die Torpedos des Kreuzers über Bord geworfen hatte, konnte es zu keinen Sekundärexplosionen kommen, und das Schiff entkam. Ihr Bug war jedoch eingedrückt, und zur Behebung der Schäden verbrachte sie zehn Monate in der Werft in Japan. Erste Arbeiten an der beschädigten Mogami wurden bereits in der Marinebasis Truk durchgeführt, welche die Mogami am 5. August 1942 verließ und zu Reparaturen und dem Umbau ab dem 1. September 1942 auf der Marinewerft von Sasebo im Trockendock lag.

### Umbau

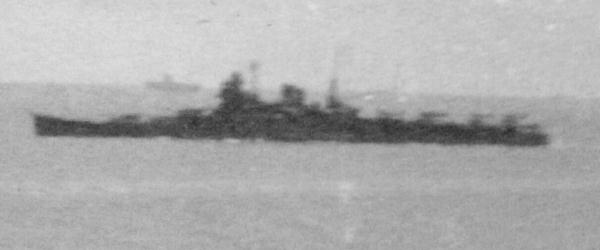
Die Mogami 1944 nach dem Umbau. Auf dem Achterschiff ist das neue Flugdeck zu erkennen

Die Mogami-Klasse war eine Fehlkonstruktion, deshalb durchlief sie zwei bzw. drei Totalumbauten:
Umbau I 1936–1937: nach ersten Probefahrten und Schießübungen mangelnde Stabilität festgestellt. Anbau von Außenwulsten.
Umbau II 1939: Änderung der Hauptbewaffnung von 15,5-cm-Drillingstürmen zu 20,3-cm-Doppeltürmen
Umbau III 1942–1943: Umbau zum Wasserflugzeug-Mutterschiff; achtere Türme durch Flugdeck ersetzt.
Mit der Instandsetzung erfolgte der Umbau zum Hybridträger: Die achteren 20,3-cm-Türme entfielen und das vorhandene Katapultdeck wurde bis zum Heck verlängert. Ein Flugzeughangar konnte nicht eingebaut werden, doch entstanden erweiterte Vorratsräume für den Flugbetrieb, die Treibstoff, Munition und Ersatzteile aufnahmen. Das Konzept entsprach im Ansatz dem Hybridträger-Umbau der Ise-Klasse, fiel aber aufgrund der begrenzten Möglichkeiten auf dem weit kleineren Kreuzer wesentlich schlichter aus.

### Leyte
Die verbliebenen drei Kreuzer der Klasse wurden im Oktober 1944 in der Schlacht um Leyte eingesetzt. Ein Flugzeug der Mogami führte am 24. Oktober 1944 den ersten Erkundungsflug für die Südflotte durch. Bei den an diesem Tag folgenden amerikanischen Luftangriffen wurde die Mogami kaum beschädigt. In der folgenden Nacht kam es zum Gefecht in der Surigaostraße, in welchem die Mogami von 20,3-cm-Granaten amerikanischer Kreuzer getroffen wurde und schließlich mit dem Schweren Kreuzer Nachi kollidierte, wodurch steuerbords fünf Torpedos explodierten und die dortige Maschinenanlage zerstörten. In der Folge erzielten US-Kreuzer weitere Treffer auf der beschädigten Mogami, doch gelang zunächst der Rückzug. Am folgenden Morgen wurde das Schiff wieder aus der Luft angegriffen, erhielt zwei Bombentreffer und musste schließlich nach dem Ausfall auch der Backbord-Antriebsanlage gegen Mittag des 25. Oktober 1944 aufgegeben werden.
Der begleitende Zerstörer Akebono versenkte nach der Übernahme der überlebenden Besatzung das Wrack mit einem einzelnen 61-cm-Torpedo. Etwa 700 Männer der Mogami überlebten, während 192 Besatzungsmitglieder, darunter ihr letzter Kommandant, Kapitän zur See Toma Ryu, mit ihr untergingen.

## Liste der Kommandanten
| Nr. | Name                                     | Beginn der Amtszeit | Ende der Amtszeit  | Bemerkungen                                     |
| --- | ---------------------------------------- | ------------------- | ------------------ | ----------------------------------------------- |
| 1.  | Kapitän zur See Baron Samejima Tomoshige | 28. Juli 1935       | 15. November 1935  | seit 14. März 1934 mit der Baubelehrung betraut |
| 2.  | Kapitän zur See Itō Seiichi              | 15. November 1935   | 15. April 1936     |                                                 |
| 3.  | Kapitän zur See Kobayashi Tetsuri        | 15. April 1936      | 1. Dezember 1936   |                                                 |
| 4.  | Kapitän zur See Takatsuka Seigo          | 1. Dezember 1936    | 20. April 1938     |                                                 |
| 5.  | Kapitän zur See Chiba Keizo              | 20. April 1938      | 15. November 1939  |                                                 |
| 6.  | Kapitän zur See Izaki Shunji             | 15. November 1939   | 8. Januar 1941     |                                                 |
| 7.  | Kapitän zur See Aruga Takeo              | 8. Januar 1941      | 10. September 1941 |                                                 |
| 8.  | Kapitän zur See Sone Akira               | 10. September 1941  | 10. November 1942  |                                                 |
| 9.  | Kapitän zur See Sasaki Seigo             | 10. November 1942   | 14. April 1943     |                                                 |
| 10. | Kapitän zur See Aitoku Ichirō            | 14. April 1943      | 10. April 1944     |                                                 |
| 11. | Kapitän zur See Toma Ryo                 | 10. April 1944      | 25. Oktober 1944   |                                                 |

## Belege und Verweise

### Bemerkungen
1. ↑  für März 1940 nach Japanese Cruisers of the Pacific War, S. 451